# Marlúcia do Amaral

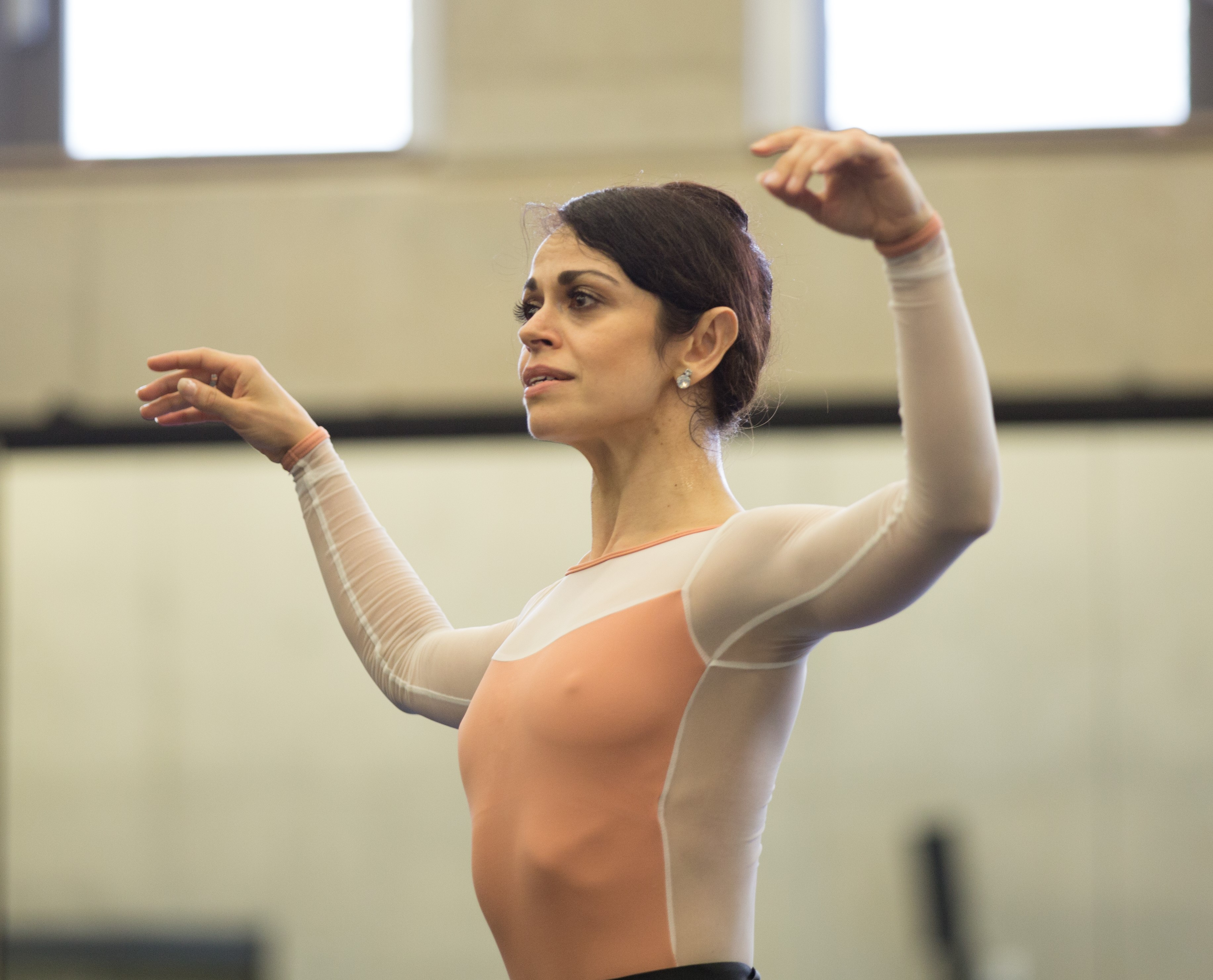
Marlúcia do Amaral (2018)

Marlúcia do Amaral (* 1977 in Porto Alegre, Brasilien) ist eine brasilianisch-deutsche Tänzerin und Tanzpädagogin. Sie zählt zu den charismatischsten Protagonistinnen des zeitgenössischen Balletts und hat als Muse des Choreografen  Martin Schläpfer dessen Bewegungsvokabular und Repertoire entscheidend geprägt.

## Leben und Ausbildung
Marlúcia do Amaral verbrachte ihre Kindheit in einer bildungsbürgerlichen Familie in Porto Alegre, Brasilien. Ihr Vater, Antonio Duro do Amaral (1945–2014), war Verkaufsmanager bei Nestlé und privat  Beethovenfan, ihre Mutter, Maria Argel Lima do Amaral (* 1948), bis zu ihrer Rente Lehrerin der Sprachwissenschaften an der Bundesuniversität von Rio Grande do Sul sowie Freizeitmalerin und -Modedesignerin. Ihr Bruder Marcio Lima do Amaral zeigte Talent in Judo und Mathematik, heute ist er Anwalt für Arbeitsrecht. Alle lasen sehr viel und interessierten sich für Kultur – aber Ballett spielte zunächst keine Rolle.
Bis ein Orthopäde zur Behandlung von Marlúcias leicht einwärts wachsenden Füßen privaten Ballettunterricht empfahl. Das half den Füßen bald, Marlúcia tanzte gern und ihr Talent fiel auf, doch ihr Berufswunsch war Kinderärztin oder Psychologin. Erst als sie mit 13 Jahren Cecilia Kerche, Primaballerina des Balletts des Theatro Municipal in Rio de Janeiro, im 2. Akt von Schwanensee sah, kam es zum Schlüsselerlebnis. Die Schönheit des Balletts auf der Bühne überwältigte sie so sehr, dass sie entschied, Tänzerin zu werden. Mit dem Ziel, eine derartige Schönheit später selbst auszudrücken, zu verkörpern und den Menschen nahezubringen.
Do Amaral verließ 1992, mit 15 Jahren, das Gymnasium Nossa Senhora do Rosário in Porto Alegre und folgte einer Einladung mit Stipendium an die Cuban National Ballet School in Havanna. Ihre Ausbildung auf Kuba dauerte drei Jahre und prägte sie grundlegend, technisch wie künstlerisch. Die Direktorin der Schule, Ramona de Saá und die Tänzerin Niurka Naranjo de Sáa unterrichteten im Geiste der berühmten kubanischen Primaballerina Alicia Alonso, die – neben fulminanter Technik – immer die künstlerische Seite des Balletts und der Ballettausbildung auf Kuba gefördert hatte und zum Vorbild vieler Nachwuchstänzer geworden war. So auch für Marlúcia do Amaral.
Von Kuba zog sie 1995 weiter nach New York, wieder mit einem Stipendium in der Tasche, das ihr ein weiteres Lehrjahr ermöglichte, diesmal an der Joffrey Ballet School in New York City. Als man ihr zum Abschluss ihrer Ausbildung einen Vertrag als Tänzerin beim Joffrey Ballet anbot, lehnte sie ab. Sie fühlte sich zu ausgelaugt von der anstrengenden Ausbildungszeit und noch nicht reif genug für ein Tänzerleben in den USA; sie brauchte eine Auszeit in Brasilien.
Dort holte sie ihren Gymnasial-Abschluss nach und studierte zwei Jahre Dramatische Künste an der  Bundesuniversität von Rio Grande do Sul. Beim Internationalen Ballett Wettbewerb in Brasília 1998 (bei dem sie die Goldmedaille und den „Best Dancer Prize“ gewann), wurde die deutsche Kammertänzerin Birgit Keil auf sie aufmerksam und bot ihr ein Aufbaustudium an der Akademie des Tanzes der Staatlichen Hochschule für Musik und Darstellende Kunst in Mannheim an. So kam Marlúcia do Amaral im Oktober 1998 nach Deutschland, blieb und fand eine zweite Heimat.
Im Juli 2021 hat sie ihr Master-Studium der Tanzpädagogik an der Palucca Hochschule für Tanz Dresden abgeschlossen und lebt in Düsseldorf.

## Ballett am Staatstheater Mainz
Im Jahr 2000 engagierte der Choreograf Martin Schläpfer sie für sein neuformiertes ballettmainz (am Staatstheater Mainz), das sehr schnell ein großes Publikum in allen Altersgruppen fand und sich als eine der interessantesten deutschen Ballettkompanien einen Namen machte. Schläpfer entwickelte einen eigenen, modernen Bewegungsstil in enger künstlerischer Zusammenarbeit mit seinem Ensemble, allen voran seiner Prinzipalin Marlúcia do Amaral.
Sie war in Mainz nicht nur in den meisten seiner Stücke mit für sie kreierten Hauptrollen zu erleben, sondern tanzte auch in zahlreichen Choreografien anderer namhafter Tanzschöpfer der klassischen Moderne, von George Balanchine, Christopher Bruce, Nils Christe, Kurt Jooss, Hans van Manen und Twyla Tharp bis hin zu Paul Lightfoot und Sol León, Eric Oberdorff, Gisela Rocha oder Nick Hobbs.

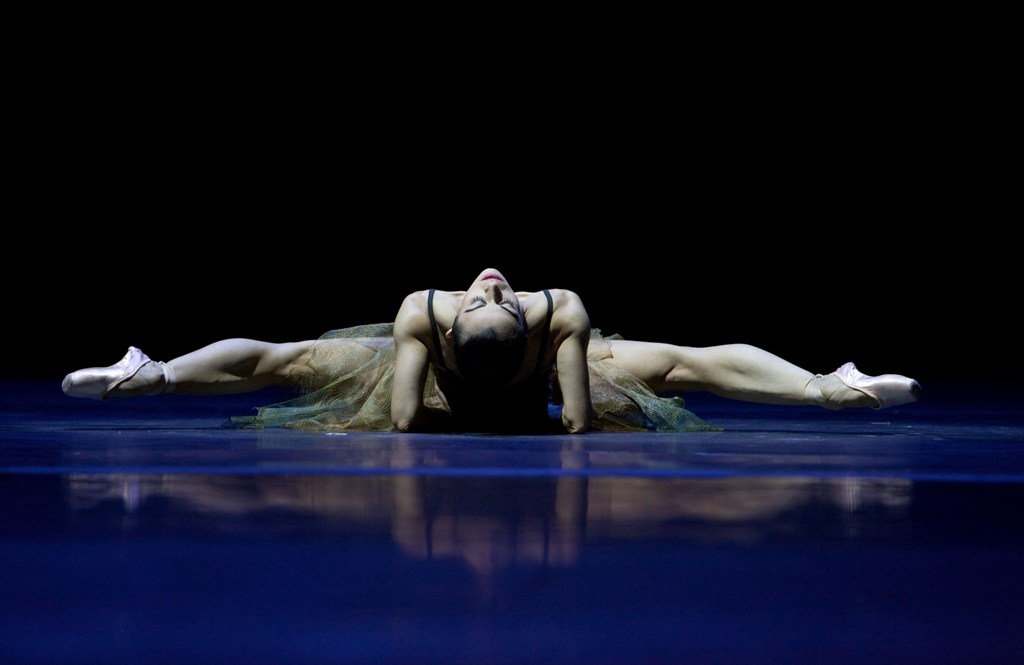
Marlúcia do Amaral in „Ramifications“ (2010)

Im Jahr 2005 kreierte Schläpfer für Marlúcia do Amaral das Solo Ramifications (Musik: György Ligeti). Die Uraufführung fand am 26. Februar 2005 im Staatstheater Mainz statt und spätestens mit diesem Werk wurde klar, wie stark die Tänzerin den Choreografen inspiriert und sein neuartiges Bewegungsmaterial als Synthese von Klassik und Moderne, Abstraktion und tiefer Emotionalität, Schwerkraft und Leichtigkeit, Glück und Schmerz mitgeformt und -gestaltet hat: „Dann ein großes Solo für die Ausnahmeballerina Marlúcia do Amaral, (…) fantastisch vielgestaltig choreografiert und brillant ausgeführt. Aus tonlosem Beginn sich in eine zerfetzte Hektik steigernd: der Körper der Tänzerin wie ein Korkenzieher, der sich ins Innere ihrer Physis bohrt, mit dschungelartig verästeltem Port de bras und flatternden Händen. Fokins einst so stolzer Schwan im Todeskampf nach der Katastrophe von Tschernobyl. Fulminant!“ (Horst Koegler im „Koeglerjournal“)
Der Ballett-Fotograf Gert Weigelt fing einen Moment in Ramifications so perfekt ein, dass sein Bild aus dem Jahr 2010 (einer Wiederaufnahme des Werks mit dem Ballett am Rhein in Düsseldorf) nicht nur unzählige Male weltweit veröffentlicht, sondern längst zur Ikone der Ballettfotografie des 21. Jahrhunderts wurde.

## Ballett am Rhein
Mit der Spielzeit 2009/10 übernahm  Martin Schläpfer die Leitung des  Balletts am Rhein in Düsseldorf und führte seine intensive künstlerische Zusammenarbeit mit Marlúcia do Amaral dort bis 2019 fort. Er schuf in zehn Jahren ein immenses eigenes Repertoire und kreierte zahlreiche Hauptrollen für sie. Do Amaral verfeinerte ihre technische und darstellerische Kunst immer weiter und wurde nicht nur zum Publikumsliebling, sondern zur Primaballerina des Düsseldorfer Balletts der Schläpfer Ära.

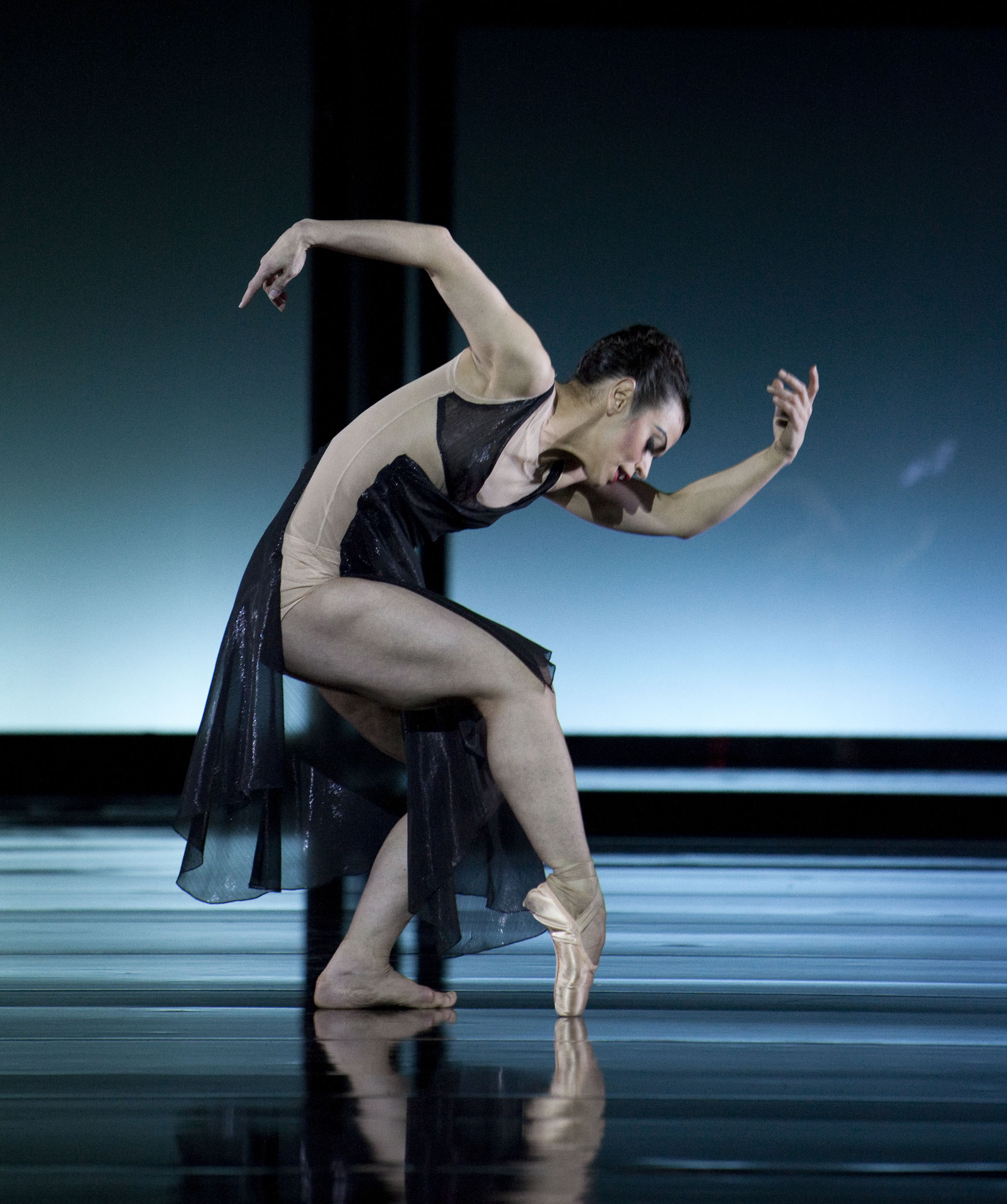
Marlúcia do Amaral in „Ein Deutsches Requiem“ (2012)

 In „Ein Deutsches Requiem“ (Musik Johannes Brahms) trug sie nur einen Spitzenschuh, Symbol für ihre losgelöste Seele. Der zweite Fuß blieb barfuß und geerdet – so Sylvia Staude in der Frankfurter Rundschau: „Marlúcia do Amaral – Schläpfers heimliche Primaballerina – setzt die einzige Spitzenschuh-Ausnahme des Abends in ein ganz stilles Bild um: Ein Fuß im rosaglänzenden Schuh, einer barfuß, so hinkt sie zur Partie des Soprans mit königlicher Haltung quer über die Bühne. Der Mensch, so kann man das sagen, ist teils erhoben, teils der Erde verhaftet.“
Von 2009 bis 2020 verkörperte do Amaral als erste Solistin des Balletts der Deutschen Oper am Rhein auch zahlreiche Hauptpartien in Werken weiterer stilbildender Choreografinnen und Choreografen wie Jirí Kylián, William Forsythe, Brigitta Luisa Merki, Marco Goecke, Jerome Robbins und Mark Morris bis zu Antoine Jully, Hubert Essakow, Terence Kohler und Natalia Horecna oder Hans van Manen: „Hans van Manens Ballett Two Gold Variations von 1999 zu den beiden ersten Sätzen aus dem Goldrush Concerto für Schlagzeug und Orchester des Niederländers Jacob ter Veldhuis erlebt an diesem Abend seine Deutsche Erstaufführung. Es erweist sich als Höhepunkt dieses Programms.(…) Im Zuschauerraum herrscht atemlose Stille. Im Orchestergraben tobt ein Orkan genialer Virtuosität. Reglos steht Marlúcia do Amaral in der Bühnenmitte. Wie Blitze zucken ihre Arme und Beine durch die Luft mit der Energie und Souveränität einer Naturgewalt.“ (Marieluise Jeitschko im „tanznetz“)
Im Jahr 2015 entstand der TV- und Kinofilm Feuer bewahren – nicht Asche anbeten, in dem sie in zahlreichen Tanzausschnitten und im Doppelinterview mit Schläpfer zu sehen ist. Eine komplette Neuaufzeichnung ihres Solos in Johannes Brahms – Symphonie Nr. 2 wurde als Bonusmaterial zur DVD der Kinofassung hinzugefügt. Dieses Solo bildet choreografisch die Fortführung von Ramifications, frappiert mit zahlreichen Anspielungen an die Ballett-, Kunst- und Filmgeschichte, lässt klassische und moderne Bewegungen wie in Slowmotion ineinanderfließen und stellt eine einzigartige körperliche und künstlerische Essenz des Schläpfer-Ausdrucksvokabulars dar, das ohne die Virtuosität und Ausdrucks-Tiefe seiner Ballerina do Amaral undenkbar wäre. Hier haben beide zusammen eine Art Sterbender Schwan des 21. Jahrhunderts geschaffen.

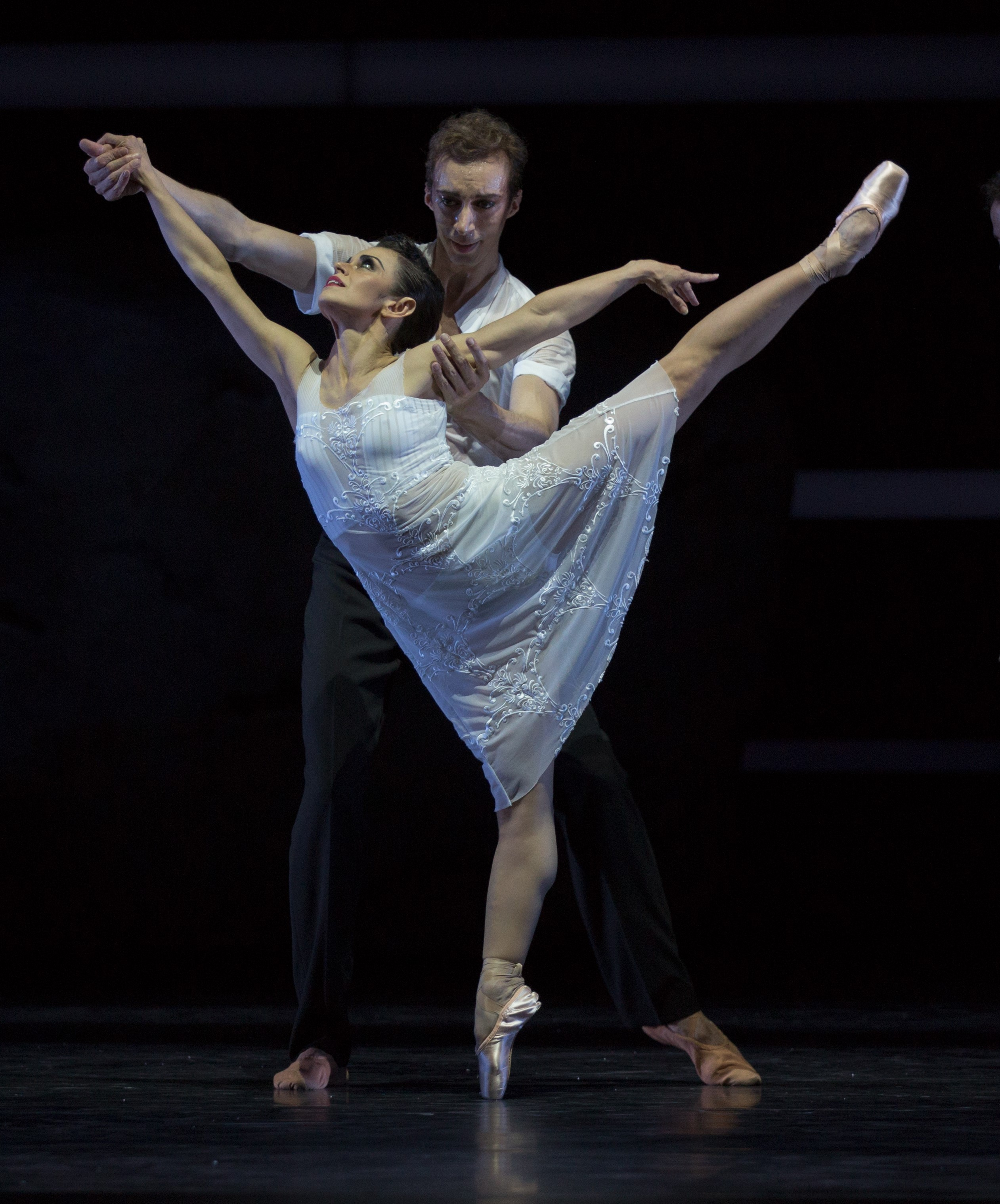
Marlúcia do Amaral und Marcos Menha in „Schwanensee“ (2018)

Zum absoluten Höhepunkt Marlúcia do Amarals Karriere beim Ballett am Rhein wurde die Rolle des weißen Schwans Odette in Schläpfers Schwanensee, für die sie am 9. November 2019 den begehrten  Theaterpreis DER FAUST in der Kategorie „Darstellerin Tanz“ für ihre eindrucksvolle Interpretation erhielt. Dorion Weickmann brachte in tanz die große Virtuosität Amarals auf den Punkt: „Doch die Königin des Abends, deren Erscheinen man Szene für Szene herbeisehnt, ist Marlúcia do Amaral. Ihre Odette glüht auf dem Gipfel der Lust und leuchtet im Angesicht des Todes. Diese Tänzerin ist der Tanz. Ist der Inbegriff dessen, was diese Kunst vermag, so sie sich selbst vergessen macht.“

## Muse
Marlúcia do Amaral war als Muse Schläpfers 20 Jahre lang Teil seines Schaffens und hat das Bild des Balletts am Rhein entscheidend mitgeprägt. Ihre einzigartige Mischung aus technischer Präzision und freier Ausdruckskraft, ihr Temperament und ihre Eleganz, ihre Bühnenpräsenz und ihr Charisma machten sie zum Haupt-Star der Compagnie und der Ära Schläpfers in Düsseldorf – bis zu dessen Wechsel an das  Wiener Staatsballett.

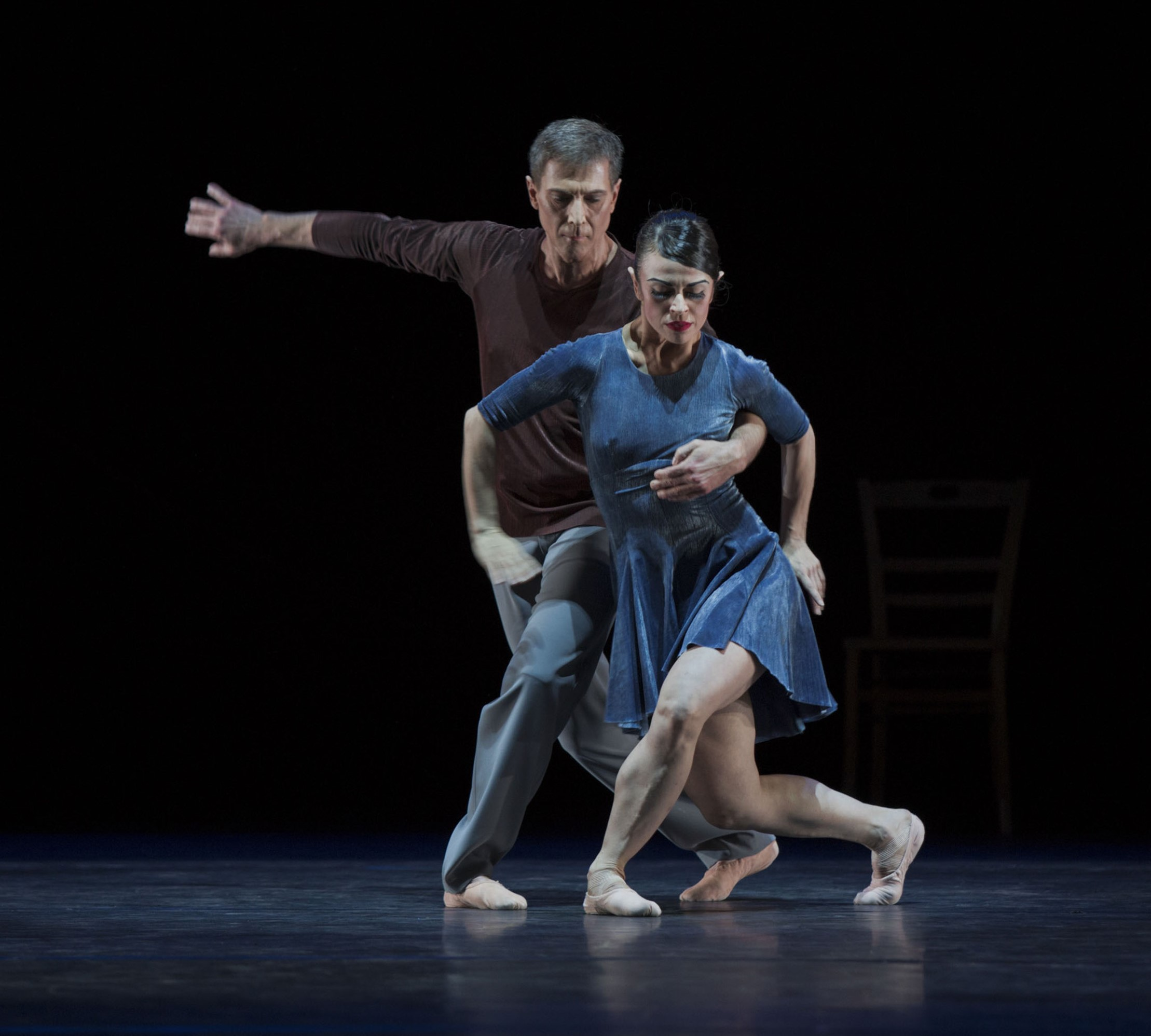
Marlúcia do Amaral und Martin Schläpfer in „Alltag“ (2014)

Ein besonderes Zeugnis der Verbindung Schläpfer–Do Amaral geben zwei Duos von Hans van Manen, die die beiden zu zahlreichen Aufführungen gebracht haben und die filmisch aufgezeichnet wurden: Old man and me und Alltag zu sehen im Film Feuer bewahren – nicht Asche anbeten. Der Choreograf Martin Schläpfer.
Wie stark der Anteil einer Muse am choreografischen Schaffensprozess ist, lässt sich nicht mit Worten festschreiben oder in Bewegungen messen. Aber Musen bilden auch im Ballett einen grundlegenden Teil der Kreation, inspirieren Choreografen durch ihre Persönlichkeit und ihre spezielle Körperlichkeit, bestimmte Bewegungen nur so und nicht anders zu erfinden und auszuführen. Eine Muse bewegt sich in einem besonders intensiven Energiefeld mit ihrem Ballettchef oder ihrer Ballettchefin und beschleunigt den choreografischen Schaffensprozess wie ein Katalysator durch Individualität, Spiritualität und Lebensenergie. Sie berührt tiefe Strukturen und komplexe Innenwelten und ist Teil der Geburt von Neuem.
Solche engen künstlerische Beziehungen können Jahre und Trennungen überdauern wie im Fall der Tänzerin Jo Ann Endicott und der Choreografin Pina Bausch, tragisch enden wie für den Tänzer Vaslav Nijinsky (im Wahnsinn) als Muse seines Impressarios Sergei Diaghilew oder den (an Aids verstorbenen) Tänzer Jorge Donn in Maurice Béjarts Ballet du XXe siècle und seinem Béjart Ballet Lausanne. Manche dauern ein Leben lang – wie die Ehe der Ballerina Sabine Kupferberg mit dem Choreografen Jiří Kylián.

## Film- und Fernsehaufzeichnungen
Es gibt zahlreiche Ballett-Aufzeichnungen und Fernsehfilme, in denen Marlúcia do Amaral als Solistin und als Ensemble-Tänzerin zu sehen ist, sowie YouTube Clips und Videos des Balletts am Rhein. Hier eine Auswahl:
- 2009: 1000 Jahre Mainzer Dom – ballettmainz tanzt im Dom Ramifications, Pezzi und Tänze sowie Il tempo con l'obelisco und Du bist die Ruh aus Obelisco. Fernsehregie: Peter Schönhofer. ZDF / 3sat
- 2012: Ein Deutsches Requiem. Fernsehregie: Roger Bisson. ZDF / 3sat
- 2012: Forellenquintett. Fernsehregie: Roger Bisson. ZDF / arte
- 2016: DEEP FIELD. Fernsehregie: Annette von Wangenheim.[16] arte / WDR / SRF
- 2017: Petite Messe solennelle. Fernsehregie: Peter Schönhofer. ZDF / 3sat
- 2018: Schwanensee. Fernsehregie: Peter Schönhofer. WDR / arte / 3sat / 7T1 Media. DVD EuroArts 2019. Trailer: youtube.com

### Filme
- Marlúcia do Amaral in: Der Choreograf Martin Schläpfer – I’m a little bit of a maniac, von Dieter Schneider und Timo Amling. 2004, 53 Minuten. SF DRS und ZDF / 3sat
- Marlúcia do Amaral in: Feuer bewahren – nicht Asche anbeten. Der Choreograf Martin Schläpfer. Regie: Annette von Wangenheim. Kinofassung/DVD: 85 Minuten; TV-Fassung: 52 Minuten. 2015. Produktion und Vertrieb: 7T1 Media Köln, in Koproduktion mit arte / WDR und SRF. FEUER BEWAHREN – NICHT ASCHE ANBETEN – Offizieller Trailer, 06. November 2015

### YouTube
- Ramifications, 7. September 2012
- Ramifications, 9. Mai 2020
- Forellenquintett, 7. September 2012
- The Old Man and Me, 8. September 2012
- Alltag (Uraufführung), 5. November 2014
- Feuer bewahren – nicht Asche anbeten. Der Choreograf Martin Schläpfer, 3. Oktober 2015
- Programa Turnê | Bailarinos brasileiros da Deutsche Oper am Rhein contam suas histórias de sucesso, 8. Juni 2017
- Swan Lake, 19. Dezember 2018, EuroArtsChannel
- Marlúcia do Amaral – nominiert für den Deutschen Theaterpreis DER FAUST, 9. November 2019

## Auszeichnungen
- 1990: Silbermedaille Tanzwettbewerb für junge Talente des Conseil International de la Danse Paris der UNESCO
- 1992: Goldmedaille Internationaler Tanzwettbewerb in Joinville (Brasilien)
- 1995: Goldmedaille Buenos Aires Internationaler Ballett Wettbewerb
- 1997: Kritikerpreis Prêmio Acorianos als „Beste Tänzerin des Jahres 1997“
- 1998: Goldmedaille und Best Dancer Prize Internationaler Ballett Wettbewerb Brasília
- 1999: Finalistin Internationaler Ballett Wettbewerb in Wien
- 2011: Nominierung  Theaterpreis Faust für ihre Rolle in Martin Schläpfers Neither[17]
- 2012: Förderpreis der Stadt Düsseldorf in der Sparte „Darstellende Kunst“[18]
- 2019:  Theaterpreis Faust in der Kategorie „Darstellerin Tanz“ für ihre eindrucksvolle Interpretation der Odette in Martin Schläpfers Schwanensee[19]

Marlúcia do Amaral wurde mehrfach in Kritikerumfragen als „herausragende Tänzerin“ genannt: 2005 und 2007 im Dance Europe Magazine (London), 2007 und 2008 im Jahrbuch ballettanz (Berlin) sowie 2010, 2011, 2012, 2013 und 2014 im Jahrbuch tanz (Berlin).